# Stegodyphus mimosarum
Espèce
Synonymes
- Stegodyphus gregarius O. Pickard-Cambridge, 1889
- Stegodyphus corallipes Simon, 1906
- Stegodyphus simoni Giltay, 1927

Stegodyphus mimosarum est une espèce d'araignées aranéomorphes de la famille des Eresidae.

## Distribution
Cette espèce se rencontre en Afrique.

## Description
Les mâles mesurent jusqu'à 4 mm et les femelles jusqu'à 10 mm.
Ces araignées vivent en colonie.

## Publication originale
- Pavesi, 1883 : Studi sugli aracnidi africani. III. Aracnidi del regno di Scioa e considerazioni sull'aracnofauna d'Abissinia. Annali del Museo civico di storia naturale di Genova, vol. 20, p. 1-105 (texte intégral).